# Diocesi di Mondoñedo-Ferrol
La diocesi di Mondoñedo-Ferrol (in latino: Dioecesis Mindoniensis-Ferrolensis) è una sede della Chiesa cattolica in Spagna suffraganea dell'arcidiocesi di Santiago di Compostela. Nel 2021 contava 259.936 battezzati su 261.879 abitanti. È retta dal vescovo Fernando García Cadiñanos.

## Territorio
La diocesi è situata nella parte più settentrionale della Galizia, nella Spagna nord-occidentale, e comprende i seguenti comuni:
- 13 comuni della provincia di A Coruña: As Pontes de García Rodríguez, As Somozas, Cariño, Cedeira, Cerdido, Ferrol, Mañón, Monfero, Narón, Neda, Ortigueira, San Sadurniño e Valdoviño;
- 27 comuni della provincia di Lugo: Abadín, Barreiros, Begonte, Burela, Castro de Rei, Castroverde, Cervo, Cospeito, Foz, Guitiriz, Lourenzá, Mondoñedo, Muras, O Vicedo, Ourol, Outeiro de Rei, A Pastoriza, Pol, A Pontenova, Ribadeo, Riotorto, Trabada, O Valadouro, Vilalba, Viveiro, Xermade e Xove.

Sede vescovile è la città di Ferrol, dove si trova la concattedrale di San Giuliano. A Mondoñedo si trova la basilica cattedrale dell'Assunzione di Maria Vergine.
Il territorio si estende su 4.425 km² ed è suddiviso in 422 parrocchie raggruppate in 7 arcipresbiterati: Ferrol, Xuvia, Viveiro, Ortegal-As Pontes, Ribadeo-Miranda, Terrachá e Mondoñedo.

## Storia

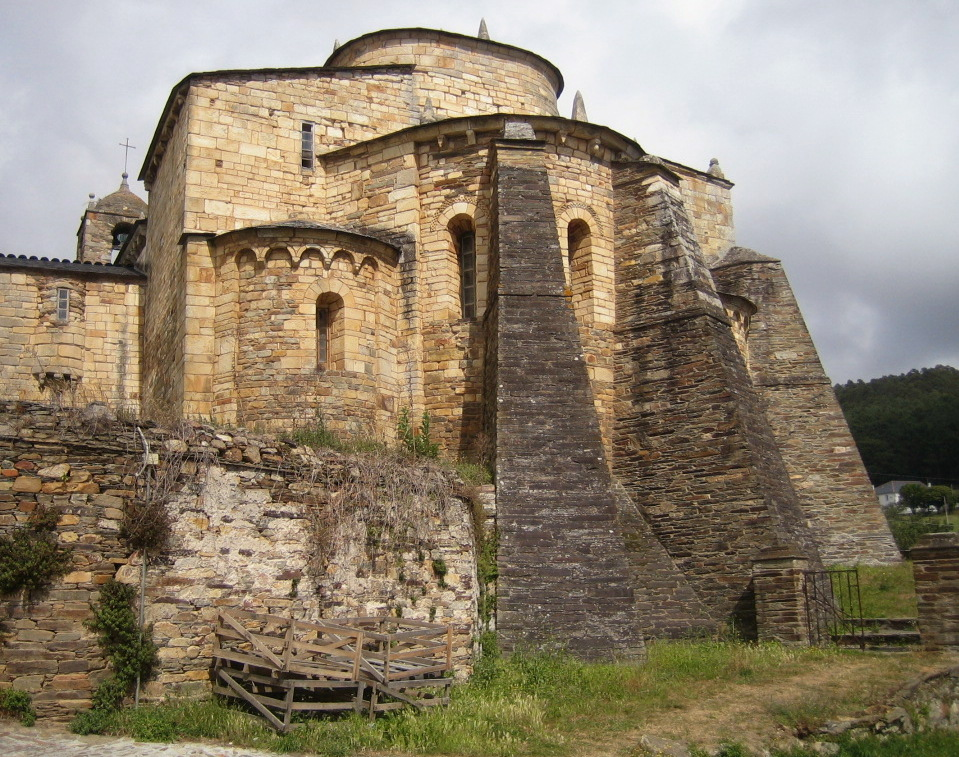
La basilica di San Martino, sede dei vescovi di Mondoñedo da Sabarico I a Nuño Alfonso.

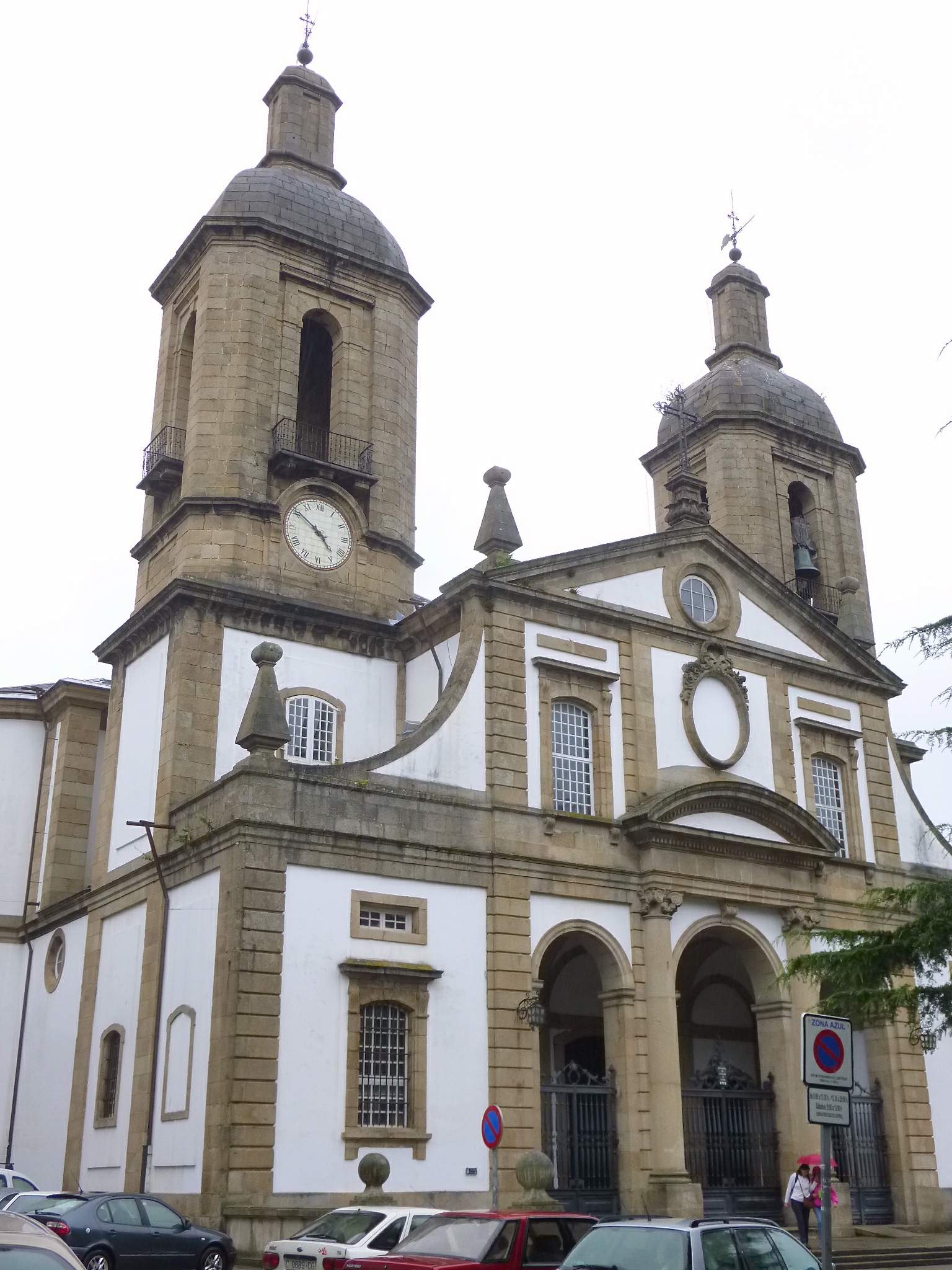
La concattedrale di San Giuliano a El Ferrol.

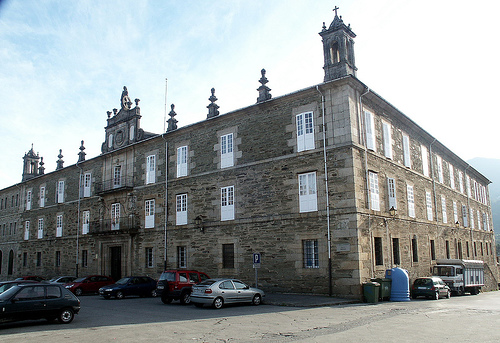
Il Real Seminario Conciliar de Santa Catalina di Mondoñedo, inaugurato nel 1572.

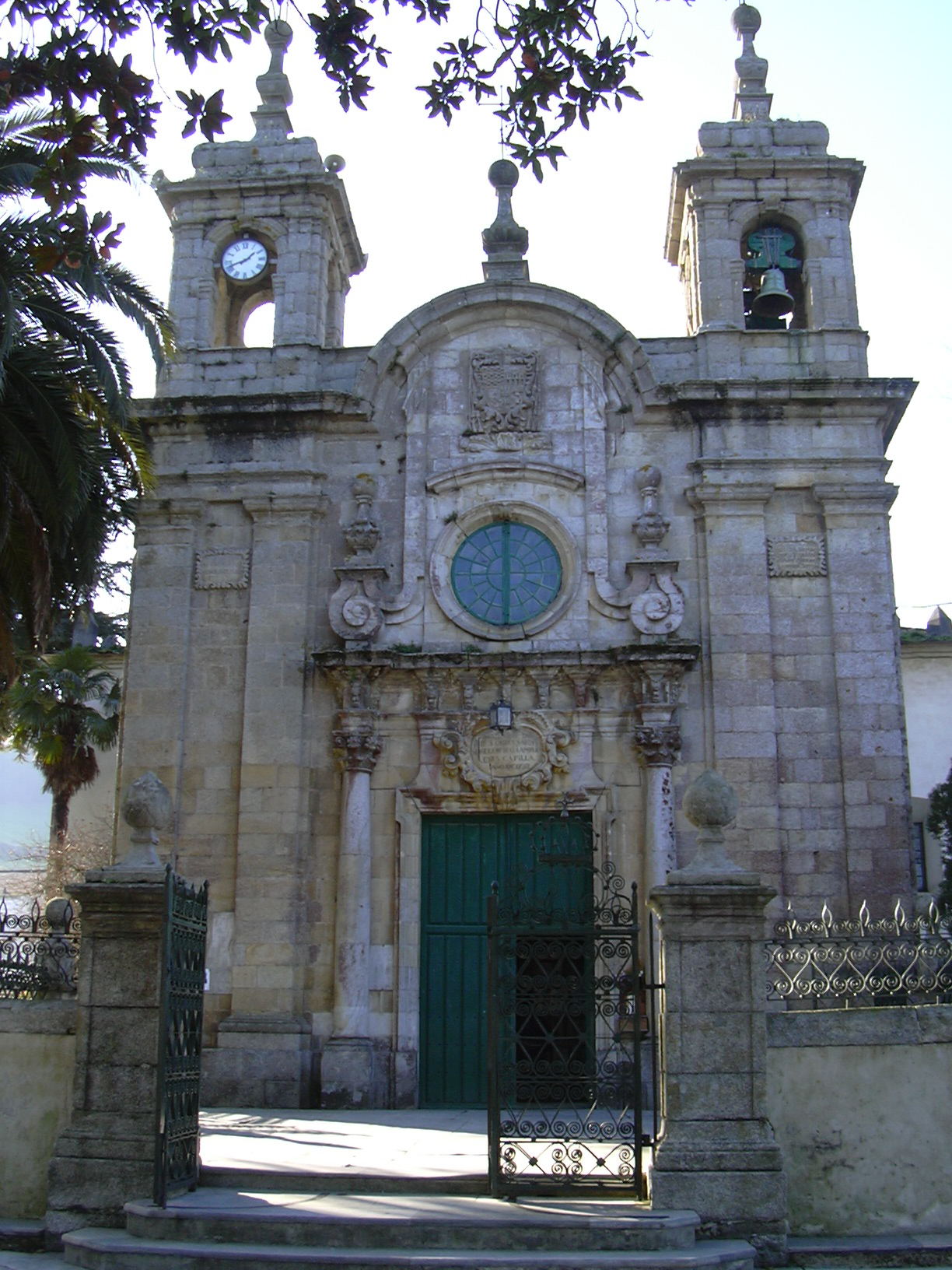
Chiesa O Santuario dos Remedios, Mondoñedo.

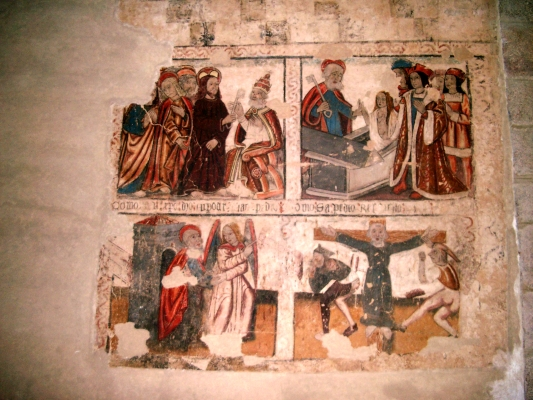
Affresco con quattro scene della vita di San Pietro all'interno della cattedrale di Mondoñedo.

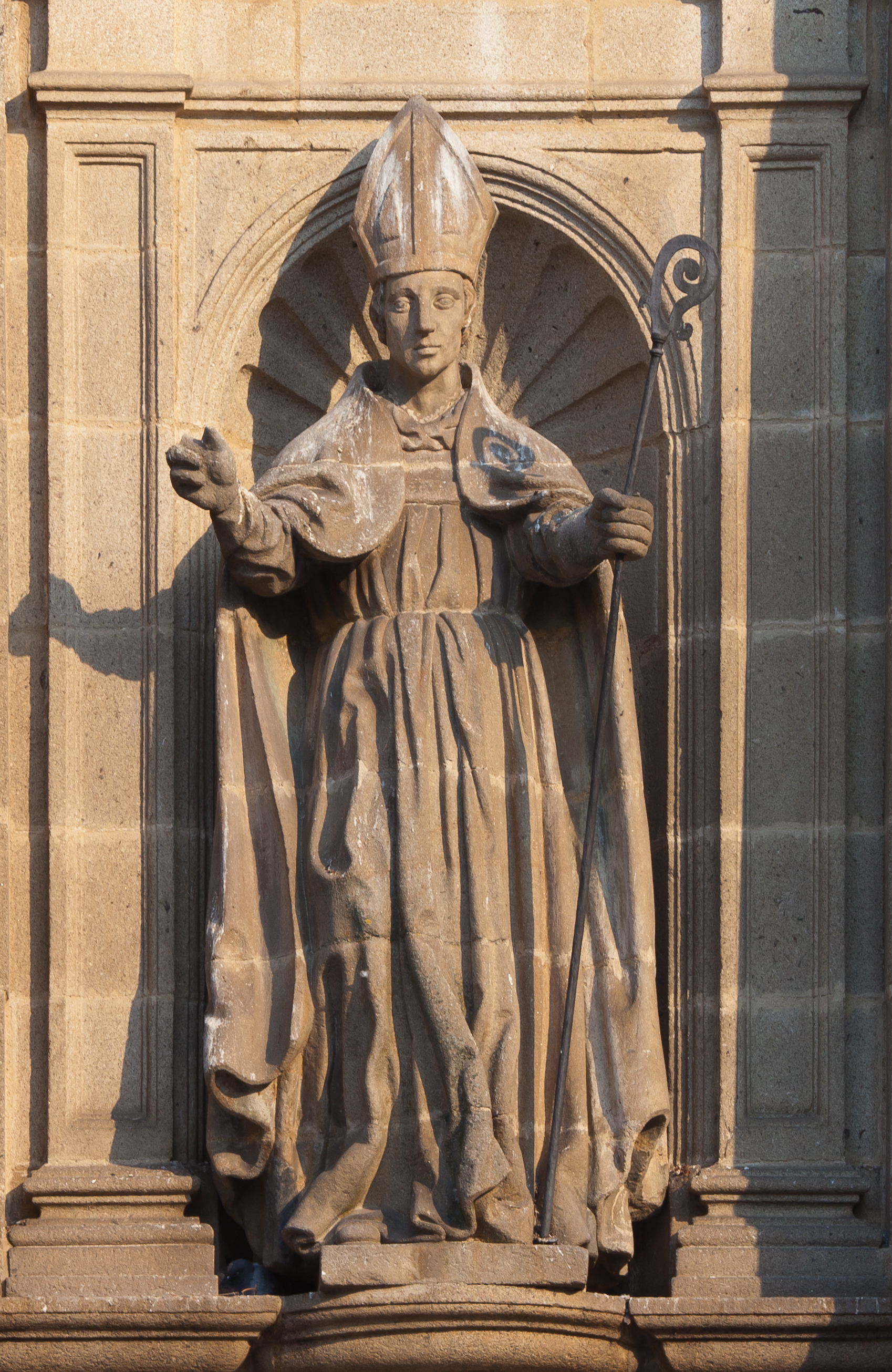
San Rudesindo, patrono principale della diocesi.

Nei territori dell'odierna diocesi esisteva, nel VI e VII secolo, una diocesi chiamata "di Bretoña o di Britonia". Questa circoscrizione ecclesiastica, che aveva sede nell'attuale comune di A Pastoriza, venne fondata dai brito-romani in fuga dalla Britannia romana in seguito alle invasioni dei Sassoni e degli Angli. Di questa antica sede sono noti quattro vescovi tra il 572 e il 675. Il territorio della diocesi, che si estendeva su parte della Galizia e delle Asturie, venne devastato da Abd-el-Aziz nel 716, il che portò alla scomparsa della sede Britoniensis.
Il primo vescovo di Mondoñedo fu Sabarico I, che era vescovo di Dumio, nei pressi di Braga nel nord del Portogallo, e abate del monastero di quella città. A causa delle invasioni dei Saraceni dovette abbandonare la sua sede, accompagnato dai suoi monaci, e rifugiarsi nel nord, in Galizia, dove fu accolto dal re Alfonso III il Grande, che gli permise di stabilirsi in una località, chiamata Mindunieto, e fondare un nuovo monastero, conosciuto oggi come San Martín de Mondoñedo. La fondazione di questa diocesi, che copriva solo in parte il territorio dell'antica sede di Britonia, ossia la parte galiziana, avvenne durante il regno di Alfonso III, che ebbe inizio nell'866 circa.
Da questo momento inizia la serie dei vescovi di Mondoñedo, che per oltre un secolo porteranno indistintamente il doppio titolo di vescovi Dumiensis o Sancti Martini Minduniensis.
Inizialmente suffraganea dell'arcidiocesi di Lugo, nel 1071 entrò a far parte della provincia ecclesiastica dell'arcidiocesi di Braga e il 27 febbraio 1120 divenne suffraganea dell'arcidiocesi di Santiago di Compostela.
Nel XII secolo la sede dei vescovi di Dumio o Mondoñedo fu traslata a Villamayor de Brea; alla fine dello stesso secolo ancora trasferita a Ribadeo e infine dal 1219 stabilita definitivamente a Mondoñedo. Da questo momento la diocesi assume il nome di diocesi di Mondoñedo. Il vescovo Martín nel 1219 diede inizio ai lavori di costruzione della nuova cattedrale, che venne ultimata nel XIV secolo.
Durante l'episcopato di Pedro Maldonado, nel 1565, fu dato inizio alla costruzione del seminario diocesano, il Real Seminario Conciliar de Santa Catalina, secondo le indicazioni del concilio di Trento, la cui costruzione terminò nel 1583. Fu il terzo seminario eretto nel regno spagnolo.
Nel 1954, facendo seguito al concordato dell'anno precedente, la diocesi perdette le sue exclaves, annesse alla diocesi di Lugo e all'arcidiocesi di Santiago di Compostela, e in compenso acquisì un gruppo di parrocchie appartenute alla stessa diocesi di Lugo e all'arcidiocesi di Oviedo.
Il 9 marzo 1959 ha assunto il nome attuale in forza della bolla Qui tamquam Petrus di papa Giovanni XXIII. Contestualmente Ferrol è divenuta la sede dei vescovi e del capitolo dei canonici.

## Cronotassi dei vescovi
Si omettono i periodi di sede vacante non superiori ai 2 anni o non storicamente accertati.

### Sede di Britonia
- Mahiloc † (menzionato nel 572)
- Metopio † (menzionato nel 633)
- Sonna † (prima del 646 - dopo il 653)
- Bela † (menzionato nel 675)

### Sede di San Martín de Mondoñedo
- Sabarico I † (circa 866 - dopo l'867 deceduto)
- Rudesindo I † (prima di agosto 871 - dopo aprile 906 deceduto)
- Sabarico II † (prima di aprile 909 - 18 novembre 924 deceduto)[6]
- San Rudesindo II † (925 - dopo settembre 942 dimesso[7])
- Arias Núñez † (prima di maggio 948 - dopo aprile 955 dimesso)
- Rodrigo † (menzionato nel 958)[8]
- Arias Núñez † (prima di marzo 959 - 965 dimesso) (per la seconda volta)
- Rodrigo † (prima di dicembre 965 - dopo ottobre 968 dimesso) (per la seconda volta)
- Teodomiro † (prima di giugno 969 - dopo giugno 977 deceduto)
- Arias Peláez † (prima di ottobre 977 - circa 984 deceduto)
- Armentario † (prima di aprile 984 - dopo il 1018)
- Suario I † (prima di dicembre 1020 - dopo agosto 1022)[9]
- Nuño † (prima di agosto 1024[10] - dopo il 1028)
- Adulfo ? †[11]
- Aloito o Albito † (prima del 1042[12]- dopo il 1047)
- Suario II † (prima del 1061[13] - circa 1070 deceduto)
- San Gonzalo I † (1070 - dopo il 1106)
- Pedro † (1108 o 1109 - 1112 dimesso)
- Nuño Alfonso † (prima del 13 giugno 1112[14] - 26 giugno 1136 deceduto)

### Sede di Villamayor
- Pelayo † (1136 - febbraio 1155 deposto)
- Pedro Gundestéiz † (1155 - febbraio-marzo 1168 nominato arcivescovo di Santiago)
- Juan Pérez † (prima del 18 marzo 1170 - 10 agosto 1173 deceduto)
- Rabinato † (prima del 1176 - 10 luglio 1199 deceduto)

### Sede di Ribadeo
- Pelayo de Cebeyra † (dicembre 1199 - 3 novembre 1218 deceduto)

### Sede di Mondoñedo
- Martín † (5 gennaio 1219 - 5 giugno 1248 deceduto)
- Juan de Sebastián † (11 ottobre 1248 - 2 marzo 1261 deceduto)
- Nuño Pérez † (luglio 1261 - 9 febbraio 1286 deceduto)
- Álvaro Gómez † (11 agosto 1286 - 18 marzo 1297 nominato vescovo di Palencia)
- Rodrigo Vázquez † (23 dicembre 1297 - prima del 25 luglio 1318 deceduto)
- Gonzalo II † (14 gennaio 1319 - 1326 deceduto)
- Juan † (14 febbraio 1327 - 1328 o 1329 deceduto)
- Álvaro Pérez de Viedma † (27 febbraio 1329 - 4 febbraio 1343 nominato vescovo di Orense)
- Vasco † (4 febbraio 1343 - 18 ottobre 1346 deceduto)
- Alfonso Sánchez † (23 marzo 1347 - 13 novembre 1366 nominato arcivescovo di Santiago di Compostela)
- Francisco † (27 gennaio 1367 - 7 maggio 1393 deceduto)
- Lope de Mendoza † (16 giugno 1393 - dopo il 18 gennaio 1399 nominato arcivescovo di Santiago di Compostela)
- Álvaro Núñez de Isorna † (prima del 18 agosto 1399 - 19 agosto 1415 nominato vescovo di León)
- Gil Soutelo † (19 agosto 1415 - 25 giugno 1426 deceduto)
- Pedro Henríquez de Castro † (30 agosto 1427 - agosto 1445 deceduto)
- Pedro Arias Baamonde † (10 novembre 1445 - circa 1449 deceduto)
- Alfonso de Segura † (14 luglio 1449 - 6 settembre 1454 deceduto)
- Alfonso Vázquez de Acuña † (11 dicembre 1454 - 22 aprile 1457 nominato vescovo di Jaén)
- Fadrique de Guzmán, C.R.S.A. † (22 aprile 1457 - 4 luglio 1492 deceduto)
- Alonso Suárez de la Fuente del Sauce † (20 marzo 1493 - 4 dicembre 1495 nominato vescovo di Lugo)
- Pedro de Munébrega † (27 giugno 1496 - prima del 10 febbraio 1505 deceduto)
- Diego de Muros † (4 aprile 1505 - 1º ottobre 1512 nominato vescovo di Oviedo)
- Diego Pérez Villamuriel † (1º ottobre 1512 - settembre o ottobre 1520 deceduto)
  - Sede vacante (1520-1524)
- Juan Loaysa † (8 giugno 1524 - 1525 deceduto)
- Jerónimo Suárez Maldonado † (10 luglio 1525 - 20 marzo 1532 nominato vescovo di Badajoz)
- Pedro Pacheco Ladrón de Guevara † (6 settembre 1532 - 11 aprile 1537 nominato vescovo di Ciudad Rodrigo)
- Antonio de Guevara, O.F.M. † (11 aprile 1537 - 3 aprile 1545 deceduto)
- Diego Soto Valera † (27 novembre 1545 - 21 agosto 1549 deceduto)
- Francisco de Santa María Benavides Velasco, O.S.H. † (27 giugno 1550 - 21 ottobre 1558 nominato vescovo di Segovia)
- Pedro Maldonado, O.F.M. † (23 gennaio 1559 - 2 luglio 1566 deceduto)
- Gonzalo Solórzano † (13 gennaio 1567 - 18 febbraio 1570 nominato vescovo di Oviedo)
- Antonio Luján Luján, O.F.M. † (20 febbraio 1570 - ottobre 1572 deceduto)
  - Sede vacante (1572-1574)
- Juan de Yermo (Liermo) y Hermosa † (4 giugno 1574 - 26 luglio 1582 nominato arcivescovo di Santiago di Compostela)
- Isidoro Caja de la Jara † (20 dicembre 1582 - 26 maggio 1593 deceduto)
- Gonzalo Gutiérrez Montilla † (16 novembre 1593 - 18 settembre 1598 nominato vescovo di Oviedo)
- Diego González Samaniego † (1º febbraio 1599 - 22 ottobre 1611 deceduto)
- Alfonso Mesía de Tovar † (18 giugno 1612 - 27 febbraio 1616 nominato vescovo di Astorga)
- Pedro Fernández Zorrilla † (23 marzo 1616 - 23 luglio 1618 nominato vescovo di Badajoz)
- Rafael Díaz de Cabrera, O.SS.T. † (6 agosto 1618 - 23 settembre 1630 deceduto)
- Francisco Villafañe † (12 maggio 1631 - 5 settembre 1633 nominato vescovo di Osma)
  - Fernando Olea † (1633 - 19 maggio 1633) (vescovo eletto)
- Antonio Valdés Herrera † (19 dicembre 1633 - 23 giugno 1636 nominato vescovo di Oviedo)
- Gonzalo Sánchez de Somoza Quiroga † (21 giugno 1638 - 14 agosto 1644 deceduto)
- Juan Juániz de Echalar † (31 luglio 1645 - 16 dicembre 1647 nominato vescovo di Calahorra e La Calzada)
- Francisco Torres Grijalba, C.R.S.A. † (13 gennaio 1648 - 4 settembre 1662 deceduto)
- Dionisio Pérez † (23 aprile 1663 - 9 luglio 1668 nominato vescovo di Zamora)
- Luis Tello de Olivares † (26 novembre 1668 - 16 maggio 1671 deceduto)
- Sebastián de Arévalo y Torres, O.F.M. † (16 maggio 1672 - 20 aprile 1682 nominato vescovo di Osma)
- Gabriel Ramírez de Avellano, O.P. † (25 maggio 1682 - 22 ottobre 1689 deceduto)
- Miguel Quijada, O.Cist. † (27 settembre 1690 - 31 maggio 1698 deceduto)
- Manuel Francisco Navarrete y Ladrón de Guevara † (1º giugno 1699 - 18 maggio 1705 nominato arcivescovo di Burgos)
- Juan Antonio Muñoz Salcedo, O.S.H. † (20 luglio 1705 - 5 maggio 1728 deceduto)
- Antonio Alejandro Sarmiento Sotomayor, O.S.B. † (20 settembre 1728 - 18 ottobre 1751 deceduto)
- Juan Manuel Escobar Carrera † (24 aprile 1752 - 25 luglio 1752 deceduto)
- Carlos Antonio Riomol Quiroga † (27 novembre 1752 - 1º marzo 1761 deceduto)
- José Francisco Losada Quiroga † (23 novembre 1761 - 28 giugno 1779 deceduto)
- Francisco Cuadrillero Mota † (11 dicembre 1780 - 23 marzo 1797 deceduto)
- Andrés Aguiar Caamaño † (18 dicembre 1797 - 12 novembre 1815 deceduto)
- Bartolomé Cienfuegos † (22 luglio 1816 - 22 gennaio 1827 deceduto)
- Francisco López Borricón † (25 giugno 1827 - 10 dicembre 1839 deceduto)
  - Sede vacante (1839-1850)
- Tomás Iglesias Bárcones † (20 maggio 1850 - 31 agosto 1852 dimesso[15])
- Telmo Maceira † (27 settembre 1852 - 28 settembre 1855 nominato vescovo di Tuy)
- Ponciano Arciniega † (25 settembre 1857 - 3 settembre 1868 deceduto)
  - Sede vacante (1868-1875)
- Francisco de Sales Crespo y Bautista † (5 luglio 1875 - 6 febbraio 1877 deceduto)
- José Manuel Palacios y López † (25 giugno 1877 - 2 dicembre 1885 deceduto)
- José María Cos y Macho † (10 giugno 1886 - 14 febbraio 1889 nominato arcivescovo di Santiago di Cuba)
- Manuel Fernández de Castro y Menéndez † (30 dicembre 1889 - 2 luglio 1905 deceduto)
- Juan José Solís y Fernández † (14 dicembre 1905 - 24 febbraio 1931 deceduto)
  - Sede vacante (1931-1935)
- Benjamín de Arriba y Castro † (1º maggio 1935 - 8 agosto 1944 nominato vescovo di Oviedo)
- Fernando Quiroga y Palacios † (25 novembre 1945 - 4 giugno 1949 nominato arcivescovo di Santiago di Compostela)
- Mariano Vega Mestre † (5 ottobre 1950 - 25 aprile 1957 deceduto)

### Sede di Mondoñedo-Ferrol
- Jacinto Argaya Goicoechea † (12 settembre 1957 - 18 novembre 1968 nominato vescovo di San Sebastián)
- Miguel Ángel Araújo Iglesias † (2 luglio 1970 - 20 maggio 1985 dimesso)
- José Gea Escolano † (15 maggio 1987 - 6 giugno 2005 ritirato)
- Manuel Sánchez Monge (6 giugno 2005 - 6 maggio 2015 nominato vescovo di Santander)
- Luis Ángel de las Heras Berzal, C.M.F. (16 marzo 2016 - 21 ottobre 2020 nominato vescovo di León)
- Fernando García Cadiñanos, dal 1º luglio 2021

## Statistiche
La diocesi nel 2021 su una popolazione di 261.879 persone contava 259.936 battezzati, corrispondenti al 99,3% del totale.
| anno | popolazione | popolazione | popolazione | presbiteri | presbiteri | presbiteri | presbiteri                | diaconi | religiosi | religiosi | parrocchie |
| anno | battezzati  | totale      | %           | numero     | secolari   | regolari   | battezzati per presbitero | diaconi | uomini    | donne     | parrocchie |
| ---- | ----------- | ----------- | ----------- | ---------- | ---------- | ---------- | ------------------------- | ------- | --------- | --------- | ---------- |
| 1950 | 320.750     | 321.400     | 99,8        | 387        | 345        | 42         | 828                       |         | 66        | 174       | 401        |
| 1970 |             | 348.000     | 0,0         | 312        | 274        | 38         | 0                         |         | 53        | 540       | 420        |
| 1980 | 325.900     | 327.000     | 99,7        | 319        | 294        | 25         | 1.021                     |         | 33        | 476       | 421        |
| 1990 | 340.000     | 342.000     | 99,4        | 244        | 217        | 27         | 1.393                     |         | 35        | 406       | 424        |
| 1999 | 355.000     | 360.000     | 98,6        | 227        | 209        | 18         | 1.563                     |         | 23        | 302       | 424        |
| 2000 | 357.000     | 362.000     | 98,6        | 222        | 205        | 17         | 1.608                     |         | 22        | 287       | 424        |
| 2001 | 358.000     | 364.000     | 98,4        | 223        | 209        | 14         | 1.605                     |         | 21        | 296       | 420        |
| 2002 | 360.000     | 366.000     | 98,4        | 225        | 214        | 11         | 1.600                     |         | 19        | 225       | 424        |
| 2003 | 298.073     | 301.095     | 99,0        | 200        | 183        | 17         | 1.490                     |         | 35        | 258       | 426        |
| 2004 | 286.097     | 288.998     | 99,0        | 204        | 181        | 23         | 1.402                     |         | 29        | 303       | 426        |
| 2013 | 291.100     | 292.200     | 99,6        | 158        | 147        | 11         | 1.842                     |         | 15        | 211       | 422        |
| 2016 | 271.541     | 273.376     | 99,3        | 148        | 138        | 10         | 1.834                     |         | 14        | 213       | 422        |
| 2019 | 263.524     | 265.415     | 99,3        | 125        | 115        | 10         | 2.108                     |         | 13        | 175       | 422        |
| 2021 | 259.936     | 261.879     | 99,3        | 111        | 103        | 8          | 2.341                     |         | 12        | 164       | 422        |